# Koda jezik
Koda jezik (ISO 639-3: cdz; kaora, kora, korali, korati, kore, mudi, mudikora), jezik austroazijske porodice iz Bangladeša i Indije. Pripada u sjevernu skupinu porodice munda, i zajedno s jezicima asuri [asr], birhor [biy], ho [hoc], korwa [kfp], munda [unx] i mundari [unr] čini mundari.
Koda je jedini mundarski predstavnik iz Bangladeša, gdje ga govori 1 300 ljudi u pokrajini Rajshahi, i oko 300 (Parkin 1991) u Indiji (Zapadni Bengal, Burdwan i Bankura). Etnička populacija Koda iznosi 28 200 (1991 popis).

## Vanjske poveznice
- Ethnologue (14th)
- Ethnologue (15th)